# モールの応力円
モールの応力円（モールのおうりょくえん、Mohr's stress circle）とは、物体内の応力状態を図示するときに現れる円である。名称はクリスティアン・オットー・モールにちなむ。

## 平面応力状態
平面応力状態において座標を (x, y) とし、物体内にはたらく垂直応力がσx、σy、せん断応力がτであるとき、この座標系に対して角度φだけ傾いた断面にはたらく応力σ'、τ' は
{\displaystyle {\begin{aligned}\sigma '&={\frac {1}{2}}(\sigma _{x}+\sigma _{y})+{\frac {1}{2}}(\sigma _{x}-\sigma _{y})\cos 2\phi +\tau \sin 2\phi ,\\\tau '&={\frac {1}{2}}(\sigma _{y}-\sigma _{x})\sin 2\phi +\tau \cos 2\phi \end{aligned}}}
で表される。これらの式を組み合わせると、次の式が得られる：
{\displaystyle \left(\sigma '-{\frac {\sigma _{x}+\sigma _{y}}{2}}\right)^{2}+\tau '^{2}={\frac {(\sigma _{x}-\sigma _{y})^{2}}{4}}+\tau ^{2}}
これはσ'-τ' 平面上で円の方程式になっており、これをモールの応力円という。
モールの応力円を用いれば、主応力σ1、σ2 は円とσ' 軸との交点でのσ' の値となり、主応力面の角度は円上の点 (σx, τ) と円の中心を結ぶ線分がσ' 軸となす角の半分で表され、図の上で求めることができる。

## 3軸応力状態
より一般的な3軸応力状態の場合、その主応力をσ1、σ2、σ3 とすると、応力円は
- 2点 (σ1 , 0), (σ2 , 0) を結ぶ線分を直径とする円
- 2点 (σ2 , 0), (σ3 , 0) を結ぶ線分を直径とする円
- 2点 (σ1 , 0), (σ3 , 0) を結ぶ線分を直径とする円

の3つが描かれ、任意の断面の応力はこれらの円で囲まれた領域内の点で表される。

## 例

### 純粋せん断
平面応力状態で、せん断応力τのみを受ける場合のモールの応力円は、原点を中心とし、半径がτの円となる。したがって主応力はx軸と±π/4の角度をなす面で生じ、σ1, σ2 = ±τとなる。

## 類似する概念
モールの応力円と同様の図示法がある。
- モールのひずみ円[1]
- モールの慣性円[2] - 断面2次モーメントを図示したもの